# スーパードリームゲーム2000
スーパードリームゲーム2000（Super Dream Games 2000）は、2000年9月3日から6日に渡って行われた男子バスケットボールの国際大会である。

## 概略

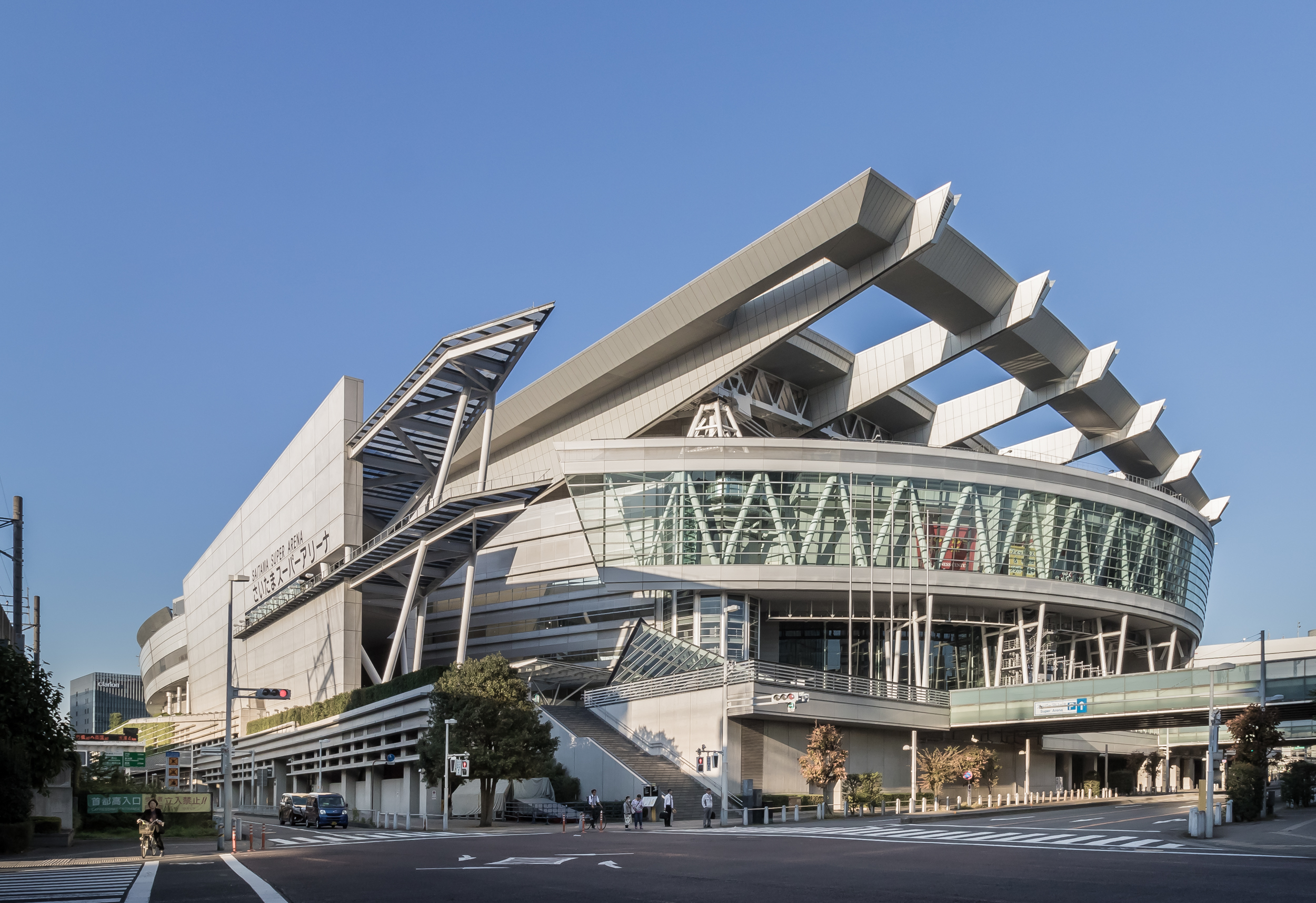
会場のさいたまスーパーアリーナ

埼玉県与野市上落合（現：さいたま市中央区新都心）にて開業したさいたまスーパーアリーナのこけら落としとして企画されたイベントで、米国とスペインそれぞれのナショナルチームを招待し、日本と合わせた3チーム総当りを戦った。

## 大会概要
- 主催：財団法人日本バスケットボール協会・埼玉県
- 主管：スーパードリームゲーム2000実行委員会
- 協賛：JOMOジャパンエナジー・JTB・ファミリーマート・集英社・ライセンスアカデミー

## 結果
- 9月3日 15:00  スペイン 99 - 58  日本
- 9月5日 19:00  スペイン 66 - 95  アメリカ合衆国
- 9月6日 19:00  日本 49 - 105  アメリカ合衆国

## 出場選手

### 日本
- 04 ワイス団
- 05 石坂秀一
- 06 青野文彦
- 07 佐古賢一
- 08 長谷川誠
- 09 折茂武彦
- 10 納谷幸二
- 11 庄司和広
- 12 宮ノ腰達也
- 13 古田悟
- 14 佐久本智
- 15 北卓也

### 米国
- 04 スティーヴ・スミス
- 05 ジェイソン・キッド
- 06 アラン・ヒューストン
- 07 アロンゾ・モーニング
- 08 ティム・ハーダウェイ
- 09 ヴィンス・カーター
- 10 ケビン・ガーネット
- 11 ヴィン・ベイカー
- 12 レイ・アレン
- 13 アントニオ・マクダイス
- 14 ゲイリー・ペイトン
- 15 シャリーフ・アブドゥル＝ラヒーム

### スペイン
- 04 アルベルト・アングーロ
- 05 イグナシオ・ロディージャ
- 06 ラウル・ロペス
- 07 ホルヘ・ガルバホサ
- 08 イグナシオ・ロドリゲス
- 09 カルロス・ヒメネス
- 10 ロドリゴ・デ・ラ・フエンテ
- 11 アルベルト・エレーロス
- 12 ルシオ・アングーロ
- 13 イグナシオ・デ・ミゲル
- 14 アルフォンソ・レジェス
- 15 ロベルト・ドゥエニャス
- 16 フアン・カルロス・ナバーロ
- 17 ジョン・ロジャーズ

## 備考
- シドニーオリンピック直前の開催であり、企画された当時はアジア予選の前だったため、1998年に世界選手権出場を果たして24年ぶり五輪出場も期待されていた日本男子の五輪前哨戦を想定した大会として構想を練られていた。しかし、日本は出場権を逃したため本来の開催意義が失われてしまった。
- この大会の6年後には同じさいたまスーパーアリーナで2006年バスケットボール世界選手権が開催されたが、優勝したのは当大会に参加したスペインであり、決勝戦はスペインvs日本からちょうど6年後の2006年9月3日に行われた。